# تشاشتبه
تشاشتبه هي بلدة في مقاطعة شهرسبز في ولاية قشقداريا في أوزبكستان.